# SV Darmstadt 98
SV Darmstadt 98 este un club de fotbal din Darmstadt, Germania, care evoluează în 2. Bundesliga. Clubul a fost înființat la data de 22 mai 1898, sub numele FC Olympia Darmstadt. La începutul anului 1919, numele clubului a devenit Rasen-Sportverein Olympia. Apoi, în urma fuziunii cu Darmstädter Sport Club 1905, la data de 11 noiembrie 1919, clubul a fost rebotezat Sportverein Darmstadt 98.
Pe lângă fotbal, clubul mai are secțiuni de atletism, baschet, majorete, alpinism, judo și tenis de masă.
Echipa de fotbal a jucat în Bundesliga în sezoanele 2015–16 și 2016–17, după ce anterior petrecuse 33 de ani în eșaloanele inferioare ale campionatului Germaniei.